# Requins de l'Atlantique FC
El Requins de l'Atlantique Football Club es un equipo de fútbol de Benín que milita en la Liga 2 de Benín, el segundo torneo de fútbol más importante del país.

## Historia
Fue fundado en el año 1977 en la ciudad de Cotonú siendo conocido por ser muy competitivo en el torneo de copa, el cual ha ganado en 5 ocasiones, mientras que ha salido campeón de liga en 3 ocasiones y 1 vez ganador de la Copa Independencia.
A nivel internacional ha participado en 10 ocasiones en torneos continentales, donde nunca ha podido superar la segunda ronda.

## Palmarés
- Premier League de Benín: 3

1985, 1987, 1990
- Copa de Benín: 5

1978, 1981, 1983, 1988, 1989
- Copa Independencia de Benín: 1

2007

## Participación en competiciones de la CAF
| Temporada | Torneo                            | Ronda | Club                     | Casa | Visita | Global      |
| --------- | --------------------------------- | ----- | ------------------------ | ---- | ------ | ----------- |
| 1979      | Recopa Africana                   | 2     | Kadiogo FC               | 1-1  | 1-3    | 2-4         |
| 1982      | Recopa Africana                   | 1     | Djoliba AC               | 0-0  | 0-1    | 0-1         |
| 1984      | Recopa Africana                   | 1     | ASEC Mimosas             | 2-1  | 0-3    | 2-4         |
| 1986      | Copa Africana de Clubes Campeones | 1     | Africa Sports National   | 1-0  | 0-1    | 1-1 (3-4 p) |
| 1987      | Copa Africana de Clubes Campeones | 1     | Canon Yaoundé            | 0-0  | 0-7    | 0-7         |
| 1988      | Copa Africana de Clubes Campeones | 1     | Iwuanyanwu Nationale     | 0-1  | 0-2    | 0-3         |
| 1990      | Recopa Africana                   | 1     | Olympique Real de Banjul | 1-0  | 0-1    | 1-1 (4-3 p) |
| 1990      | Recopa Africana                   | 2     | US Ouakam                | 0-0  | 0-1    | 0-1         |
| 1991      | Copa Africana de Clubes Campeones | 1     | Club Africain            | 1-2  | 1-5    | 2-7         |
| 1993      | Copa CAF                          | 1     | Petrosport FC            | 1-0  | 0-3    | 1-3         |
| 2003      | Copa CAF                          | 1     | Club Africain            | 1-0  | 0-2    | 1-2         |

## Jugadores

### Jugadores destacados
- Christopher Onuweri
- Stéphane Sessegnon
- Sosthène Soglo
- Gariga Abou Maïga